# اندی اشلک
اندی رایموند اشلک (تلفظ می‌شود [ɑndi ʀɑɪ̯mond ʃlæk]؛ زادهٔ ۱۰ ژوئن ۱۹۸۵) رکابزن حرفه‌ای بازنشسته لوکزامبورگی است که در رشتهٔ دوچرخه‌سواری جاده فعالیت می‌کرد. پس از پس گرفتن قهرمانی آلبرتو کونتادور در تور دو فرانس ۲۰۱۰ در فوریهٔ ۲۰۱۲، اشلک برندهٔ تور شد. او در سال‌های ۲۰۰۹ و ۲۰۱۱ نیز دو بار نایب قهرمان تور شده است. اندی اشلک برادر کوچکتر فرانک اشلک است.

## سال‌های اولیه و خانواده
اندی اشلک در شهر لوکزامبورگ زاده شد و دو برادر بزرگتر داشت. برادر بزرگتر او، استیو اشلک یک سیاستمدار لوکزامبورگی است و برادر دیگرش فرانک اشلک نیز رکابزن حرفه‌ای بود. پدرش جانی اشلک نیز دوچرخه‌سوار حرفه‌ای بازنشسته است و سال‌ها در تور دو فرانس رکاب می‌زد. او در سال ۱۹۶۸ خادم یان یانسن و در سال ۱۹۷۳ خادم لوئیس اوکانیا بود که هر دو برندهٔ تور شدند. هم‌چنین در سال‌های ۱۹۶۷ و ۱۹۷۰ در رده‌های ۲۰ و ۱۹ تور قرار گرفت. او در یک مرحله از ووئلتا اسپانیای ۱۹۷۰ نیز به پیروزی رسید.

## فعالیت حرفه‌ای
اندی اشلک در سال ۲۰۰۴ به باشگاه دوچرخه‌سواری وی‌سی روبه پیوست و مورد توجه سیریل گیمار (که بعداً مدیر ورزشی برخی از برندگان تور دو فرانس مانند برنار اینو، لوران فینیون و گرگ لوموند شد) قرار گرفت. گیمار، اشلک را یکی از بزرگ‌ترین استعدادهایی که تا آن زمان دیده‌بود، توصیف کرد و او را با لوران فینیون مقایسه کرد.
اشلک در دوران فعالیت آماتور خود، در ۱۸ سالگی برندهٔ مسابقهٔ فلش دو سود شد. تیم ملی دانمارک که در مسابقه شرکت داشت، خبر قهرمانی اشلک به بیارنه ریس، مدیر دانمارکی تیم سی‌اس‌سی رسید. ریس از فرانک اشلک که در همان تیم بود، دربارهٔ برادرش پرسید و اندی در ۱ سپتامبر ۲۰۰۴ به عنوان رکابزن آینده‌دار به تیم سی‌اس‌سی پیوست. اشلک قرارداد حرفه‌ای خود را ثبت کرد و در ۱۹ سالگی در نخستین مسابقهٔ حرفه‌ای خود شرکت کرد.
در مسابقات قهرمانی کشوری ۲۰۰۵، مقام‌های قهرمانی میان دو برادر تقسیم شد. فرانک قهرمان مسابقهٔ جاده و اندی برندهٔ تایم تریل شدند. در سال ۲۰۰۶، برخوردی در جایزه بزرگ شوله باعث خانه‌نشینی هشت‌هفته‌ای او شد. در ماه ژوئیه در تور زاکسن، دو مرحله را با پیروزی به پایان رساند و در پایان در مکان ۲۳ قرار گرفت.
اندی اشلک در جیرو دیتالیای ۲۰۰۷ برندهٔ رده‌بندی رکابزن جوان شد و در رده‌بندی اصلی در جایگاه دوم ایستاد. در تور لمباردی نیز به مقام چهارم دست یافت.
اشلک در تور دو فرانس ۲۰۰۸ نیز شرکت کرد و در پایان، افزون بر قرار گرفتن در مکان دوازدهم و فتح رده‌بندی رکابزن جوان، به تیمش کمک کرد که برندهٔ رده‌بندی تیمی شود و هم‌تیمی او کارلوس ساستره، پیراهن طلایی را به دست آورد.

### ۲۰۰۹
سال ۲۰۰۹ برای اندی اشلک با دوم شدن در تور لافلش والونی و پیروزی در تور لیژ-باستون-لیژ در ماه آوریل آغاز شد.

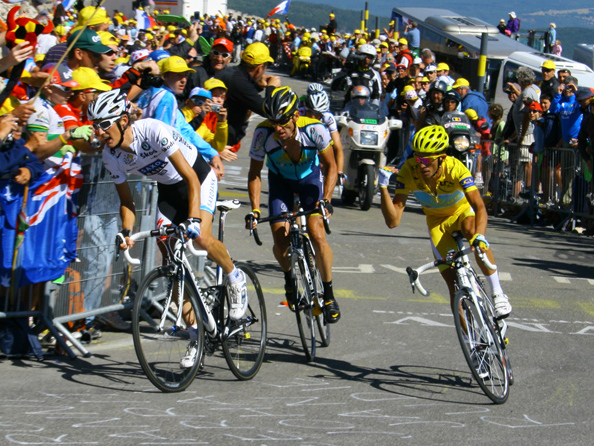
اشلک با پیراهن سفید در تور دو فرانس ۲۰۰۹ جلوتر از لانس آرمسترانگ و آلبرتو کونتادور در سربالایی مون ونتو.

اشلک در رده‌بندی اصلی تور دو فرانس ۲۰۰۹ پس از آلبرتو کونتادور در جایگاه دوم قرار گرفت. هم‌چنین برندهٔ رده‌بندی رکابزن جوان تور شد.

### ۲۰۱۰

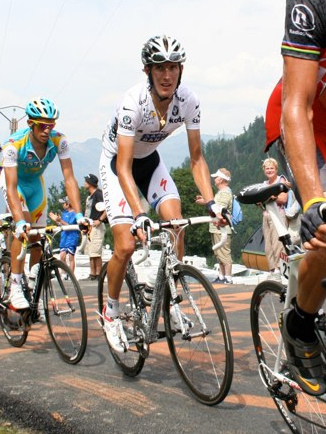
اشلک در تور دو فرانس ۲۰۱۰ با پیراهن سفید

در تور دو فرانس ۲۰۱۰ نیز اشلک فاصلهٔ کمی با قهرمانی داشت و با اختلاف ۳۹ ثانیه با کونتادور، دوم شد. او برندهٔ رده‌بندی رکابزن جوان نیز شد. در یک مرحلهٔ کوهستانی، زنجیر چرخ اشلک دررفت و مجبور شد برای تعمیر دوچرخهٔ خود توقف کند. در پایان این مرحله، اشلک ۳۹ ثانیه زمان نسبت به کونتادور از دست داد. اشلک توانست دو مرحله از تور را با پیروزی به پایان برساند و شش روز، پیراهن طلایی را به تن داشت.
در فوریهٔ ۲۰۱۲ پس از تعیین تکلیف پروندهٔ کونتادور در دادگاه عالی ورزش، عنوان قهرمانی تور ۲۰۱۰ به اشلک اهدا شد.
در ۲۹ ژوئیهٔ ۲۰۱۰ اندی و فرانک اشلک جدایی خود از تیم ساکسو بانک در پایان فصل ۲۰۱۰ را اعلام کردند. آنان تیم لوکزامبورگی تازه‌ای را همراه با کیم اندرسون تشکیل دادند. این تیم با نام لئوپارد ترک پا به مسابقات گذاشت.

### ۲۰۱۱

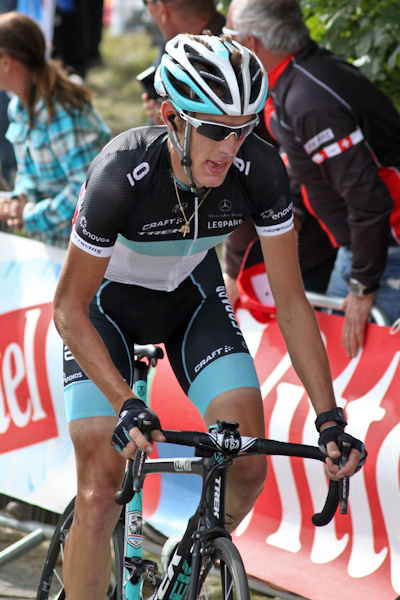
اشلک در تور دو فرانس ۲۰۱۱

اشلک در سال ۲۰۱۱ در لیژ-باستون-لیژ سوم شد و نیز برندهٔ رده‌بندی کوهستان تور سوئیس شد. در تور دو فرانس ۲۰۱۱، تنها پیروزی اشلک در مرحلهٔ کوهستانی هجدهم به دست آمد و پس از پایان مرحلهٔ نوزدهم، توانست توماس ووکلر را پشت سر گذارد و صدرنشین رده‌بندی اصلی شود؛ ولی در مرحلهٔ بعد که تایم تریل انفرادی بود، زمان زیادی نسبت به کدل ایونز از دست داد و دوم شد. در پایان تور نیز در جایگاه دوم قرار گرفت. برادرش فرانک نیز مکان سوم را کسب کرد تا برای نخستین بار در تاریخ تور، دو برادر روی سکوی نهایی قرار گیرند.

### ۲۰۱۲
برای فصل ۲۰۱۲ تیم لئوپارد ترک با تیم رادیوشاک ادغام شد و تیم رادیوشاک-نیسان تشکیل شد. در ماه مه، پس از شکست آلبرتو کونتادور (برندهٔ اصلی تور دو فرانس ۲۰۱۰) در نبرد حقوقی در زمینهٔ اتهامات دوپینگ، جایزهٔ قهرمانی رده‌بندی اصلی تور، به اشلک داده شد. در کریتریوم دوفینه، اشلک در تایم تریل انفرادی زمان زیادی را از دست داد و تصادف سهمگینی داشت که باعث تشدید مصدومیت زانوی او شد. در نتیجه وادار به کناره‌گیری از آن مسابقه و نیز تور دو فرانس ۲۰۱۲ شد.

### ۲۰۱۳
در آغاز فصل ۲۰۱۳ اشلک در تور داون آندر حضور یافت؛ ولی در مرحلهٔ پایانی به دلیل مشکلات فنی انصراف داد. اشلک در چند مسابقهٔ دیگر نیز کناره‌گیری کرد؛ ولی تور کریتریوم اینترنشنال را در رتبهٔ ۵۷ به پایان رساند. اشلک پس از کسب رتبه‌های نامناسب در تورهای مختلف، بهترین نتیجهٔ فصل را با کسب رتبهٔ ۲۰ در تور دو فرانس به دست آورد.

### بازنشستگی
اشلک تور دو فرانس ۲۰۱۴ را به دلیل مصدومیت ناشی از تصادف در مرحلهٔ سوم از دست داد. او در ماه اکتبر در لوکزامبورگ بازنشستگی خود را به دلیل مصدومیت زانو اعلام کرد. اشلک مغازهٔ دوچرخه‌فروشی خود را در فوریهٔ ۲۰۱۶ در ایتزیگ گشود. یادبودهایی از دوران دوچرخه‌سواری اشلک در موزهٔ کوچکی در این مغازه قرار دارد.

## دستاوردها

### نتایج در گرندتورها
| گرندتور | ۲۰۰۷ | ۲۰۰۸ | ۲۰۰۹ | ۲۰۱۰ | ۲۰۱۱ | ۲۰۱۲ | ۲۰۱۳ | ۲۰۱۴ |
| ------- | ---- | ---- | ---- | ---- | ---- | ---- | ---- | ---- |
| جیرو    | ۲    | —    | —    | —    | —    | —    | —    | —    |
| تور     | —    | ۱۲   | ۲    | ۱*   | ۲    | —    | ۲۰   | ان   |
| ووئلتا  | —    | —    | ان   | ان   | —    | —    | —    | —    |

ان = انصراف داد؛ * = پس از مسابقه توسط دادگاه عالی ورزش اعطا شد